# Интернационализм (лексика)
Интернационали́зм — слово, возникшее первоначально в одном языке и затем из него заимствованное в большинство других языков мира для обозначения этого понятия. Таковы, прежде всего, специальные термины большинства наук, названия технических устройств (микроскоп, телефон, спутник, Интернет), общественных институтов (полиция, республика, академия), спортивная лексика (прежде всего само слово спорт), разного рода «экзотизмы» (самурай, томагавк и т. п.). Интернационализмы (кроме последнего случая) редко бывают стопроцентными, так как в ряде языков для них часто создаются не заимствования, а кальки (из европейских языков кальки предпочитает исландский язык, в котором совсем мало интернационализмов, в меньшей степени немецкий и чешский, из ближневосточных — иврит и армянский.

## Греко-латинская лексика
В узком смысле, международная лексика — это научная и техническая терминология, построенная, чаще всего, на базе латинского и древнегреческого языков.
Такая терминология присутствует во всех европейских языках (кроме исландского), в том числе в романских (которые сами происходят от латинского) и в современном греческом.
В русский язык такие слова заимствованы, как правило, через посредство французского.

## Интернационализмы английского происхождения
В связи со значительными успехами Англии и США в науке и технике, с XIX века много английских терминов было заимствовано языками мира, и этот процесс продолжается и сейчас. Хотя многие английские слова сами в конечном счёте восходят к латыни, всё сильнее проявляется тенденция при заимствовании сохранять английское произношение, а не реконструировать традиционное латинское (например: комбайн, конфайнмент, Юникод).

## Интернационализмы арабского происхождения
В языках тех народов, где преобладает мусульманская религия, основная часть научных, философских и религиозных терминов была заимствована из арабского языка (отчасти также персидского). При использовании арабского письма сохраняется и исходное арабское написание.

## Интернационализмы китайского происхождения
В странах Восточной и Юго-Восточной Азии доминирование китайской культуры привело к заимствованию большого количества китайских слов в местные языки. Там, где прижилась китайская письменность (в Корее и Японии), китайские слова заимствовались в письменной форме, то есть продолжали писаться аналогичными иероглифами.

## Интернационализмы славянского происхождения
В некоторых европейских языках употребляются слова, заимствованные из славянских языков (русского, чешского), например «спутник», «робот», «соболь».